# سروه پینکرز

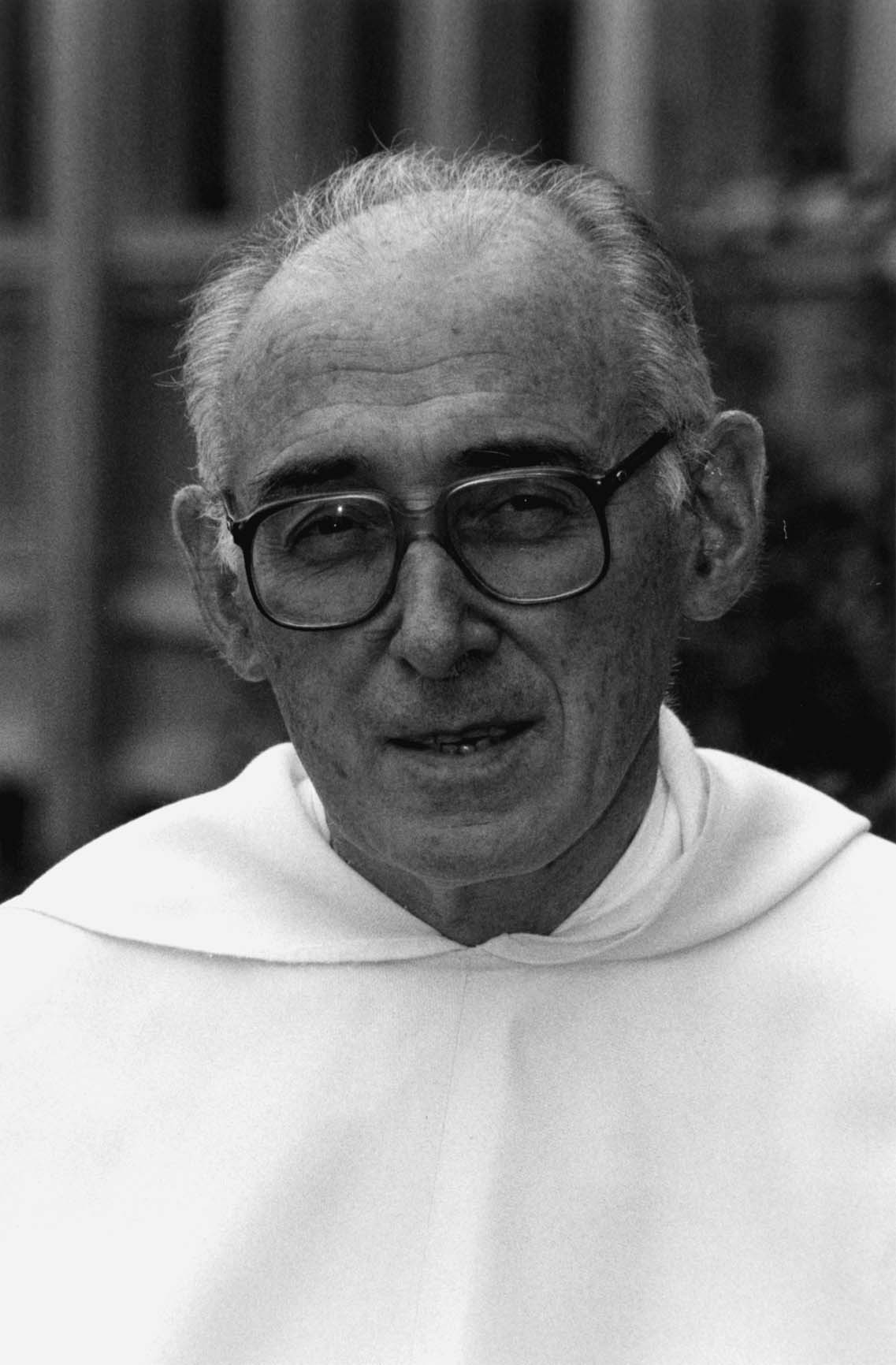
نگاره‌ٔ سروه-تئودور پینکرز، کشیش کاتولیک - ۱۹۹۷

سروه-تئودور پینکرز (لیژ، ۱۹۲۵ - فریبورگ، ۲۰۰۸) متکلم و کشیش کاتولیک رومی بود. او به ویژه در احیای رویکرد کلامی و مسیحی در اخلاق فضیلت مسیحی تأثیرگذار بوده است.